# Scottish Division One 1908-1909
La Scottish Division One 1908-1909 è stata la 19ª edizione della massima serie del campionato scozzese di calcio, disputato tra il 15 agosto 1908 e il 30 aprile 1909 e concluso con la vittoria del Celtic al suo nono titolo, il quinto consecutivo.
Capocannoniere del torneo è stato John Hunter (Dundee) con 29 reti.

## Stagione
Parteciparono al campionato le stesse squadre della precedente stagione.
Quando il Dundee concluse il proprio campionato, il Celtic doveva ancora disputare ben quattro partite, in cui avrebbe dovuto vincere almeno tre volte: fallito il matchpoint al penultimo turno contro l'Hibernian (vincente 1-0), il sorpasso avvenne all'ultima partita con la vittoria per (1-2) sul campo dell'Hamilton Academical.

## Classifica finale
Fonte:
|       | Pos. | Squadra               | Pt | G  | V  | N  | P  | GF | GS  |
| ----- | ---- | --------------------- | -- | -- | -- | -- | -- | -- | --- |
|       | 1.   | Celtic                | 51 | 34 | 23 | 5  | 6  | 71 | 24  |
|       | 2.   | Dundee                | 50 | 34 | 22 | 6  | 6  | 70 | 32  |
|       | 3.   | Clyde                 | 48 | 34 | 21 | 6  | 7  | 61 | 37  |
|       | 4.   | Rangers               | 45 | 34 | 19 | 7  | 8  | 91 | 38  |
|       | 5.   | Airdrieonians         | 41 | 34 | 16 | 9  | 9  | 67 | 46  |
|       | 6.   | Hibernian             | 39 | 34 | 16 | 7  | 11 | 40 | 32  |
|       | 7.   | St. Mirren            | 36 | 34 | 15 | 6  | 13 | 53 | 45  |
|       | 7.   | Aberdeen              | 36 | 34 | 15 | 6  | 13 | 61 | 53  |
|       | 9.   | Falkirk               | 33 | 34 | 13 | 7  | 14 | 58 | 56  |
|       | 9.   | Kilmarnock            | 33 | 34 | 13 | 7  | 14 | 47 | 61  |
|       | 11.  | Third Lanark          | 32 | 34 | 11 | 10 | 13 | 56 | 49  |
|       | 11.  | Hearts                | 32 | 34 | 12 | 8  | 14 | 54 | 49  |
|       | 13.  | Port Glasgow Athletic | 28 | 34 | 10 | 8  | 16 | 39 | 52  |
|       | 13.  | Motherwell            | 28 | 34 | 11 | 6  | 17 | 47 | 73  |
|       | 15.  | Queen's Park          | 25 | 34 | 6  | 13 | 15 | 42 | 65  |
|       | 16.  | Hamilton Academical   | 24 | 34 | 6  | 12 | 16 | 42 | 72  |
| [ 3 ] | 17.  | Morton                | 23 | 34 | 8  | 7  | 19 | 39 | 90  |
| [ 3 ] | 18.  | Partick Thistle       | 8  | 34 | 2  | 4  | 28 | 38 | 102 |

Legenda:
      Campione di Scozia.
Regolamento:
Due punti a vittoria, uno a pareggio, zero a sconfitta.
Vigeva il pari merito. In caso di arrivo a pari punti per l'assegnazione del titolo o per i posti destinati alla rielezione automatica era previsto uno spareggio.
Note:
Il Morton e il Partick Thistle furono rieletti per la stagione successiva.